# Церква святого великомученика Димитрія Солунського (Сорока)
Церква святого великомученика Димитрія Солунського в Сороці — парафія і храм Хоростківського благочиння Тернопільської єпархії Православної церкви України в селі Сорока Чортківського району Тернопільської области.
Оголошена пам'яткою архітектури місцевого значення (охоронний номер 1887).

## Історія церкви
Найдавніша архітектурна пам'ятка села — храм, збудований у 1889–1906 роках. До цього на його місці стояла невелика дерев’яна церква. Наприкінці XIX століття на базі старої церкви та прилеглих будівель було засновано жіночий монастир, але він проіснував недовго.
Велику роль у культурному та релігійному житті села відіграв настоятель священник Микола Цегельський, якого в 1925 році висвятив митрополит Андрей Шептицький. Під його керівництвом у 1936–1938 роках храм реконструювали та добудували.
За служіння о. Ярослава Цвігуна провели реставраційні роботи та встановили новий купол.
Справжньою окрасою села є капличка Всіх Святих, споруджена на честь 2000-ліття Різдва Христового. На території села також є хрест тверезості. При в'їзді до села на честь 2000-ліття Різдва Христового встановлена нова фігура Святого Димитрія.

## Парохи
- о. Микола Цегельський (1926—1946),
- о. Ярослав Цвігун (з серпня 1981).